# テオドルス・ファン・ゴッホ

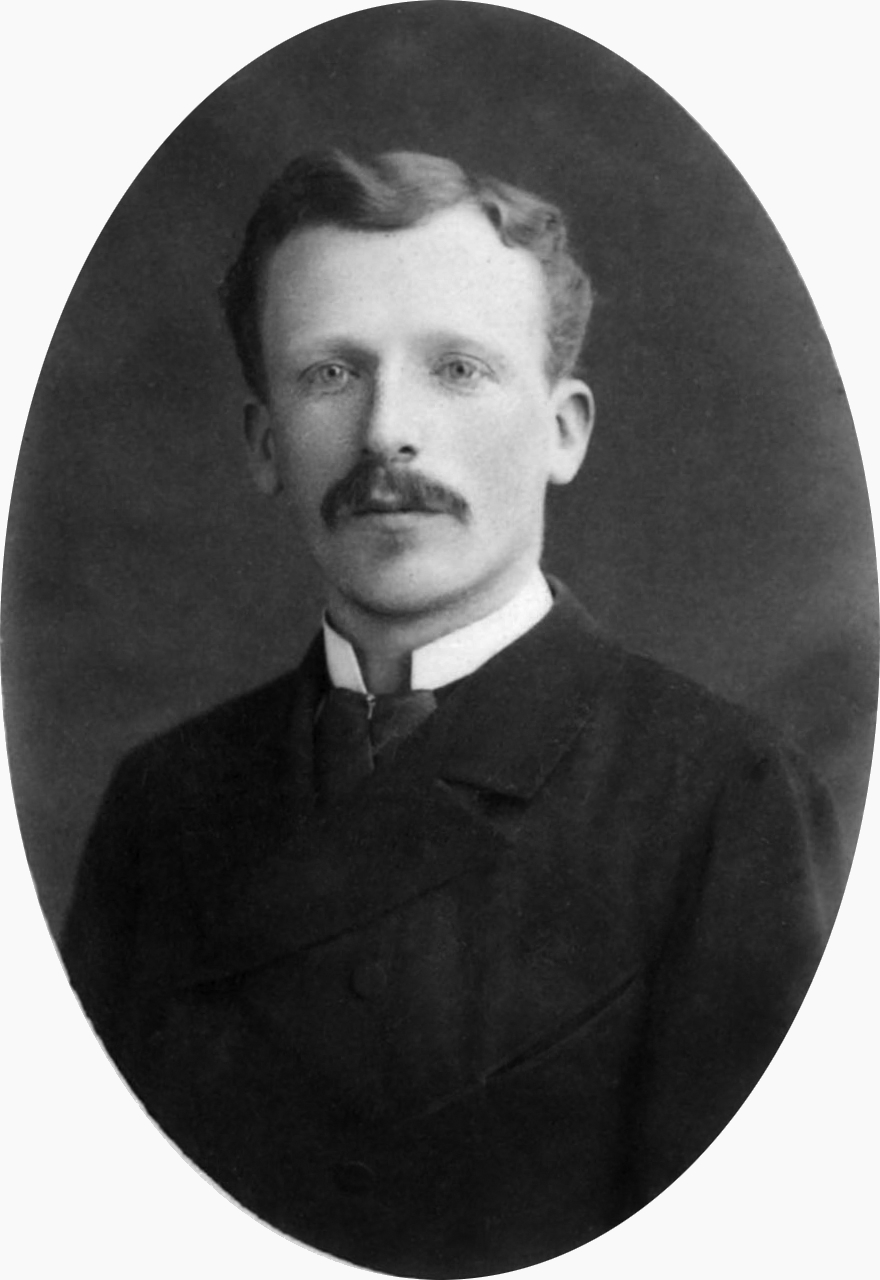
テオドルス・ファン・ゴッホ

テオドルス・ファン・ゴッホ（Theodorus van Gogh、1857年5月1日 - 1891年1月25日）は、オランダ出身の画商。画家であるフィンセント・ファン・ゴッホの弟。
テオ（Theo）の愛称で知られる。フランスで活動したこともあって、名前はフランス風にテオドール（Théodore）と呼ばれることもある。

## 生涯

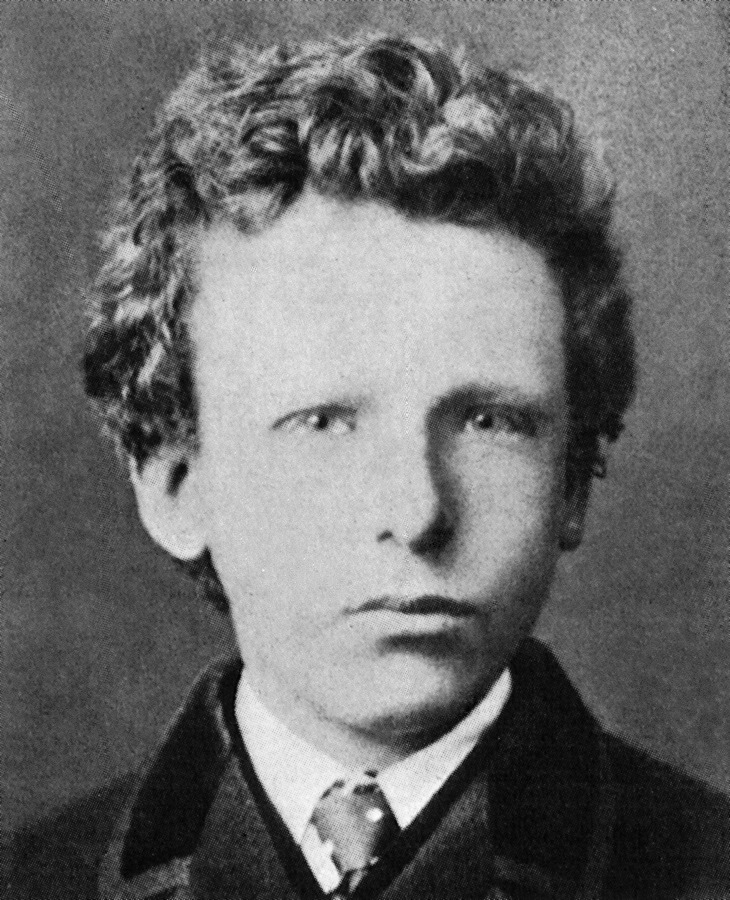
1872年頃（15歳頃）のテオ。長年フィンセントの写真とされてきたが、後にテオの写真と判明。

現在の北ブラバント州、アイントホーフェンからやや東部にあるズンデルト（ニューネン付近）に生まれる。祖父は聖職者フィンセント・ファン・ゴッホ1世（1789年 - 1874年）、父はオランダ改革派教会の牧師テオドルス・ファン・ゴッホ1世（通称ドルス、1822年 - 1885年）、母はハーグ王室御用製本師の娘アンナ・コルネリア・カルベントゥス（1819年 - 1907年）。妻はヨハンナ・ボンゲル（通称ヨー、1862年 - 1925年）、息子はエンジニアのフィンセント・ウィレム・ファン・ゴッホ。映画監督のテオ・ファン・ゴッホは曾孫である。
画商グーピル商会（後にブッソ・ヴァラドン商会と改称。テオの入社前年まで、伯父フィンセント・ファン・ゴッホ2世（通称セント）が経営陣に参加していた）に勤め、パリのモンマルトル大通り店の経営を任された。親兄弟と確執関係にあったフィンセントの唯一の理解者で、兄に生活費を援助するなどして支えた人物であった。1880年以降、テオが経済的に援助し続けたので、フィンセントは絵画に専念することが可能になった。
1890年7月29日にフィンセントがパリ郊外のオーヴェル＝シュル＝オワーズで亡くなると、その死を大いに嘆いた。テオ自身はもともと病弱だったが、兄の死をきっかけに徐々に衰弱し、オランダに帰国し、翌1891年、兄の後を追うようにユトレヒトの精神病院で死去した。33歳。
妻ヨーはテオの死後、画家ヨハン・コーヘン・ホッスハルク（1873年 - 1912年）と再婚したが、1914年4月、テオの遺骨をフランスのオーヴェル＝シュル＝オワーズにあるフィンセントの墓の隣に改葬し、フィンセントとテオの墓石が並ぶことになった。夫人と息子フィンセントは長年かけゴッホ書簡の編さん・出版を行った。

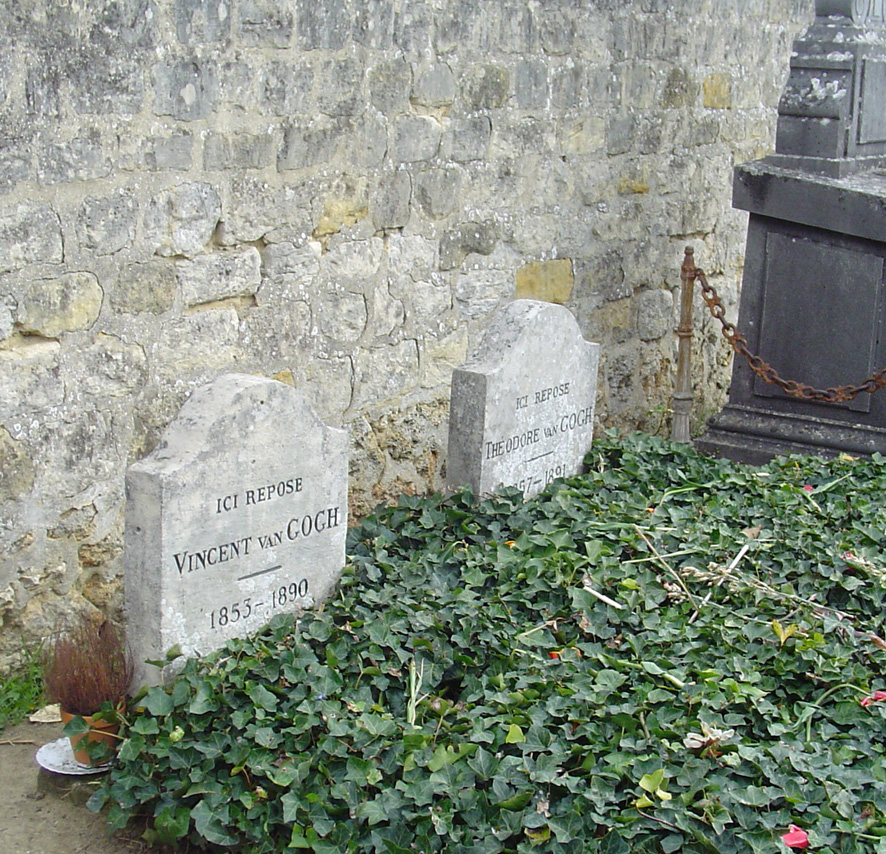
テオ（右）とファン・ゴッホの墓

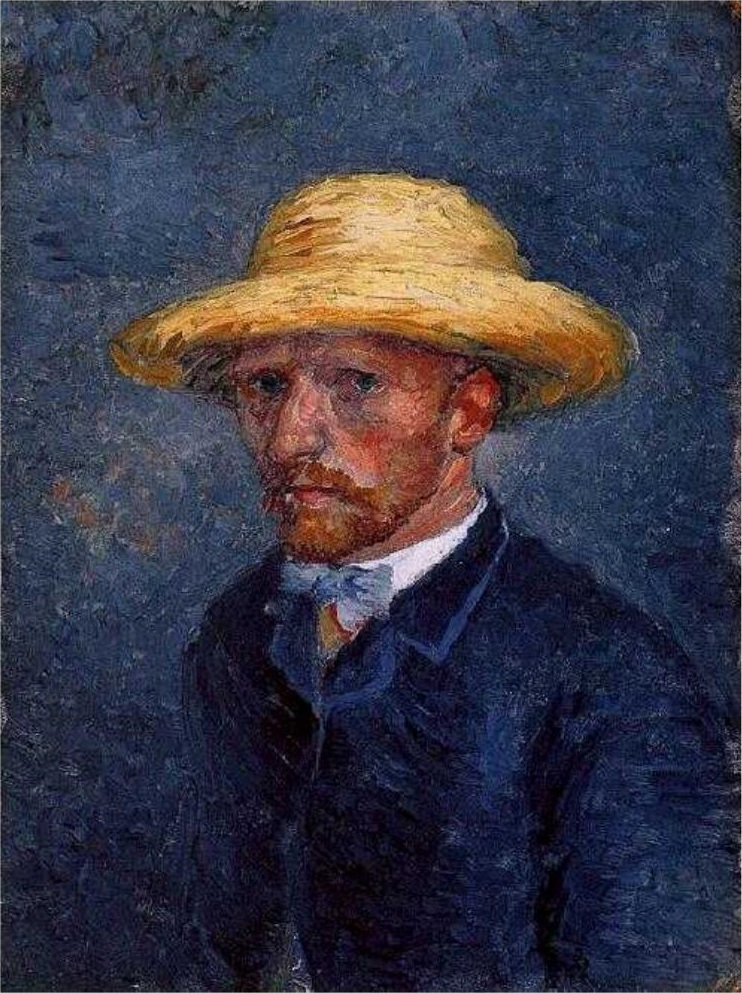
テオの肖像（1887年、ファン・ゴッホ美術館蔵）
長年ファン・ゴッホの自画像と見なされてきたが、2011年にテオを描いたものであると判明している。

## 伝記
- マリー＝アンジェリーク・オザンヌ/フレデリック・ド・ジョード『テオ もうひとりのゴッホ』伊勢英子・伊勢京子訳、平凡社、2007年
- 新関公子『ゴッホ契約の兄弟 フィンセントとテオ・ファン・ゴッホ』ブリュッケ、2011年